# Епархия Ампару
Епархия Ампару (лат. Dioecesis Amparensis) — епархия Римско-Католической церкви с центром в городе Ампару, Бразилия. Епархия Ампару входит в митрополию Кампинаса. Кафедральным собором епархии Ампару является церковь Пресвятой Девы Марии.  

## История
23 декабря 1997 года Римский папа Иоанн Павел II издал буллу «Ecclesiae universae», которой учредил епархию Ампару, выделив её из apxиепархии Кампинаса и епархии Лимейры.

## Ординарии епархии
- епископ Francisco José Zugliani (1997—2010)
- епископ Pedro Carlos Cipolini (2010 — по настоящее время)

## Источник
- Annuario Pontificio, Ватикан, 2007